# Boldbaataryn Bold-Erdene
Boldbaataryn Bold-Erdene (mongolisch Болдбаатарын Болд-Эрдэнэ, * 23. Juni 1983) ist ein ehemaliger mongolischer Mountainbike- und Straßenradrennfahrer.
Boldbaataryn Bold-Erdene wurde 2005 mongolischer Mountainbikemeister im Cross Country. Auf der Straße wurde er bei der nationalen Meisterschaft Zweiter im Einzelzeitfahren und Dritter im Straßenrennen. Im nächsten Jahr wiederholte er diese Platzierungen bei der Meisterschaft. Bei den Asienspielen 2006 in Doha wurde Bold-Erdene 15. im Straßenrennen und im Mannschaftszeitfahren belegte er den sechsten Platz mit dem Nationalteam. In der Saison 2008 wurde er bei der mongolischen Meisterschaft Dritter im Zeitfahren und Zweiter im Straßenrennen. Außerdem wurde er Etappenzweiter bei Way to Pekin. 2010 belegte er bei den Mountainbike-Weltmeisterschaften Platz 55.

## Erfolge
2005
- Mongolischer Meister – Mountainbike

2009
- Mongolischer Meister – Einzelzeitfahren
- Mongolischer Meister – Straßenrennen